# José Jaime González
José Jaime González Pico (* 28. Juli 1968 in Sogamoso) ist ein ehemaliger kolumbianischer Radrennfahrer.

## Sportlicher Werdegang
José Jaime González war ein Bergspezialist. So gewann er jeweils die Bergwertungen bei der Vuelta a Colombia 1993 und 1994 sowie beim Giro d’Italia 1997 und beim Giro 1999. 1994 und 1995 entschied er zudem die Gesamtwertungen der Vuelta a Colombia für sich.
1996 gewann er eine Etappe bei der Tour de France siegte und jeweils eine beim Giro 1997 und 1999.
2001 beendete González seine Radsportlaufbahn, nachdem bei ihm ein Bruch aufgetreten war. In späteren Jahren war er als Sportdirektor der Radsportabteilung der kolumbianischen Armee tätig.

## Sportliche Erfolge
1992
- Eine Etappe Vuelta a Colombia

1993
- Bergwertung Vuelta a Colombia

1994
- Gesamtwertung, drei Etappen, Bergwertung und Kombinationswertung Vuelta a Colombia

1995
- eine Etappe Clásico RCN
- Gesamtwertung und zwei Etappen Vuelta a Colombia

1996
- eine Etappe Clásico RCN
- eine Etappe Tour de France

1997
- eine Etappe und  Bergwertung Giro d’Italia

1999
- eine Etappe und  Bergwertung Giro d’Italia

## Grand Tour-Platzierungen
| Grand Tour            | 1995 | 1996 | 1997 | 1998 | 1999 | 2000 | 2001 |
| --------------------- | ---- | ---- | ---- | ---- | ---- | ---- | ---- |
| Giro d’ItaliaGiro     | 52   | –    | 15   | 12   | 23   | 31   | DNF  |
| Tour de FranceTour    | –    | 96   | DNF  | –    | –    | –    | –    |
| Vuelta a EspañaVuelta | –    | –    | –    | DNF  | –    | –    | –    |